# 63
63 је била проста година.

## Догађаји
- Римски заповедник Гнеј Домиције Корбуло осваја Јерменију.
- Тиридат се враћа у Јерменију. Мир између Партиског и Римског царства.
- Припајање Понтског краљевства Риму.